# Mezheb
Mezheb ili Medheb (arap. مذهب; Madhaahib) je arapski termin iz koji se odnosi na pravne škole unutar sunitskog islama. Za vrijeme života muslimanskog proroka Muhameda odnosno prvih 150 godina islama postojali su brojni mezhebi, no njihov se broj vremenom smanjio. Od poznatijih, škole u Damasku, Kufi, Basri i Medini uspjele su opstati kao škole malikijskog mezheba, dok su mezopotamske škole preuzele učenje hanefijskog mezheba. Ostale škole poput šafijskog i hanbelijskog mezheba pojavile su se kasnije. Za razliku od sunitskih mezheba, šijitske pravne škole spadaju u poseban oblik i zovemo ih džaferijama.

## Poveznice
- Islam
- Suniti
- Džaferije